# Oued Guir
Der Oued Guir (arabisch وادي قير, DMG Wādī Qīr) ist ein rund 433 km langer Fluss im südlichen Marokko und der algerischen Sahara, dessen Oberlauf in der Provinz Midelt der Region Meknès-Tafilalet entspringt und dann durch die Provinz Errachidia fließt. Rund 42 Kilometer führen sodann durch den Südzipfel der Provinz Figuig in der Region Oriental. Er ist der westliche der beiden Hauptquellflüsse des Oued Saoura in der algerischen Sahara. Es wird vermutet, dass der Oued Guir mit dem antiken Fluss Gir identisch ist. Die westlich von ihm liegende Stein- und Felswüste Hammada du Guir wurde nach ihm benannt.

## Verlauf
Das Tal des Oued Guir nimmt seinen Ursprung auf der Nordseite des Sattels zwischen dem Jbel Timjnatine (ca. 2518 m) und dem Jbel Mesrouh (ca. 2719 m) im östlichen Hohen Atlas und schneidet weit nach Westen ausholend durch mehrere Bergketten des Atlasgebirges, bis er dessen Südseite erreicht, um dann mit allgemeiner Südsüdostrichtung den Weg in die Sahara zu nehmen. Dabei nimmt er als wichtigsten Zufluss von links und Norden bei Kilometer 187 den Oued Bouanane auf. Nach rund 217 km verlässt der Flusslauf Marokko. Etwa 23 km südlich der algerischen Grenze erreicht er den Stausee Djorf Torba, etwa 40 km westlich der Provinzhauptstadt Bechar. Dieser staut das nur periodisch fließende Wasser des Oued Guir vor einer langgestreckten Geländeschwelle zu einer Wasserfläche von etwa sechs Kilometer Länge bei einer ebensolchen Breite. Unterhalb der Staumauer schneidet sich das Flussbett auf 30 km durch Felsformationen, bis es die Sandwüste mit der Oase Abadla erreicht. Von hier bis zur Vereinigung mit dem Oued Zousfana zum Oued Saoura bei Igli, begleitet die algerische Nationalstraße 6 das Trockental auf der Westseite.
Früher gehörte auch der Oued Bechar noch zum Einzugsgebiet des Guir. Allerdings erreicht dieser ihn inzwischen nicht mehr und endet in einem Lehmbecken etwa 10 km vor der ehemaligen Mündung.

## Hydrometrie
Die Abflussmenge des Guir wurde über die Jahre 1961 bis 1974 in seinem Oberlauf an der Station Tazzouguert in m³/s gemessen.
Wie bei vielen Wüstenflüssen können auch beim Guir verheerende Überschwemmungen auftreten, wie zum Beispiel am 25. September 1962, als an der Station Tazzouguert ein Abfluss von 3300 m³/s beobachtet wurde.
Bis zum Bau der Talsperre Djorf Torba war es vor allem der Guir, der für Abfluss im Saoura sorgte. Der Zousfana trägt mit durchschnittlich gerade einmal bei 190 l/s kaum etwas dazu bei.